# Orthosia obscura
Orthosia obscura là một loài bướm đêm trong họ Noctuidae.